# Amylosporomyces
Amylosporomyces ist eine Pilzgattung aus der Familie der Schichtpilzverwandten (Stereaceae).  Die Pilze haben dünne, membranöse Fruchtkörper mit Rhizomorphen und kleine, amyloide und ornamentierte Basidiosporen. Ob im Hymenium auch Gloeozystiden vorkommen, ist umstritten. Die Typusart der Gattung ist Amylosporomyces echinosporus S.S. Rattan . Allerdings glauben E. und K.H. Larrson, dass die Typusart synonym zu Gloeodontia subasperisporum ist. Falls sie recht behalten, ist die Gattung obsolet.

## Merkmale
Die dünnen, resupinaten Fruchtkörper sind typischerweise einige Zentimeter lang und breit und bis zu 0,2 mm dick. Sie sind membranös, weiß oder blassgelb und wachsen auf Holz oder Rinde. Die Hymeniumoberfläche ist kleiig bis feinschuppig oder glatt und folgt der Topographie des Substrates. Das sehr dünne Subiculum ist kaum differenziert.
Das monomitische Hyphensystem besteht aus schmalen, schnallentragenden, generativen Hyphen, die 1,5–2,5 µm breit werden. Ihre Wände sind hyalin, dünn und sowohl inamyloid als auch acyanophil. Angeblich kommen Gloeozystiden nur bei  A. subasperisporus vor, die heute zu Gloeodontia gestellt wird. Die viersporigen Basidien sind etwas urnenförmig (urniform) und messen etwa 15 µm × 5 µm. Die kleinen, nierenförmigen und amyloiden Basidiosporen sind 3–5 µm lang und 2–3 µm breit und haben nur einen winzigen Apiculus. Die dünne, hyaline Sporenwand ist warzig ornamentiert und lässt sich nicht mit Baumwollblau anfärben (acyanophil).

## Systematik
Die Gattung wurde durch S. Rattan 1977 für eine neu gefundene, corticioide Art aus dem Himalaja vorgeschlagen. Als Hauptmerkmale der Gattung nannte er: 1. dünne, membranöse Fruchtkörper mit Rhizomorphen, 2. kleine, amyloide, ornamentierte Basidiosporen und 3. keine Gloeozystiden oder andere Zystiden. Neben der Typusart Amylosporomyces echinosporus stellte er Peniophora humifaciens Burt ebenfalls in die Gattung. Da A. humifaciens sowohl Skeletthyphen, als auch Zystiden hat, übertrugen Freeman und Petersen die Art 1979 in die Gattung Scytinostromella. 1988 schließlich fügten Hjortstam und Ryvarden mit Gloeocystidiellum subasperisporum der Gattung eine weitere Art hinzu. Gl. subasperisporum besitzt allerdings Gloeozystiden, was dem ursprünglichen Gattungskonzept widerspricht. Außerdem fehlen ihr die typischen Rhizomorphen. 2003 konnten E. und K.H. Larrson zeigen, dass die Art phylogenetisch zur Gattung Gloeodontia gehört. Im selben Jahr (1988) stellte H. S. Khara mit Amylosporomyces camelicolor einen Pilz aus der indischen Punjab-Region in die Gattung.
2003 untersuchten E. und K. H. Larrson Typusmaterial von Amylosporomyces echinosporus und fanden im Gegensatz zu S. Rattan zahlreiche Gloeozystiden, sowie Sporen, die mit denen von Gl. subasperisporum nahezu identisch waren. Im Herbarmaterial ließen sich die Gloeozystiden mit Sulfovanillin nicht mehr anfärben, weshalb sie bisher möglicherweise übersehen wurden. Aufgrund ihrer Untersuchungen glauben E. und K. H. Larrson jedenfalls, dass Gl. subasperisporum und Amylosporomyces echinosporus synonym sind.

### Internetquellen
- Amylosporomyces. S.S. Rattan (1977). In: MycoBank.org. International Mycological Association, abgerufen am 16. September 2014 (englisch).